# Чернігівська селищна територіальна громада
Чернігівська селищна громада — об'єднана територіальна громада в Україні, в Бердянському районі Запорізької області. Адміністративний центр — селище Чернігівка.
Площа громади — 1200,00 км², населення — 16 545 мешканців (2020).
Утворена 31 жовтня 2016 року шляхом об'єднання всіх селищних і сільських рад Чернігівського району.
12 червня 2020 року, відповідно до розпорядження Кабінету Міністрів України № 713-р «Про визначення адміністративних центрів та затвердження територій територіальних громад Запорізької області», населені пункти увійшли до складу Чернігівської селищної громади.
19 липня 2020 року, в результаті адміністративно-територіальної реформи та ліквідації  Чернігівського району населені пункти  громади увійшли до складу Бердянського району.

## Населені пункти
До складу громади входять 1 селище (Чернігівка), 4 селища (Верхній Токмак Другий, Верхній Токмак Перший, Красне, Стульневе) і 36 сіл: Балашівка, Благодатне, Богданівка, Бойове, Верхній Токмак, Владівка, Довге, Замістя, Зелений Яр, Зоря, Ільїне, Калинівка, Кам'янка, Квіткове, Котлярівка, Крижчене, Ланкове, Могиляни, Мокрий Став, Нижній Токмак, Новоказанкувате, Новомихайлівка, Новополтавка, Обіточне, Олександрівка, Петропавлівка, Пірчине, Просторе, Розівка, Салтичія, Степове, Стульневе, Тарасівка, Хмельницьке, Чернігово-Токмачанськ, Широкий Яр.